# Пруцковский
Пруцковский — хутор в Новониколаевском районе Волгоградской области России. Входит в состав Дуплятского сельского поселения. Население 148 чел. (2010) .

## История
В соответствии с Законом Волгоградской области от 22 декабря 2004 года № 975-ОД «Об установлении границ и наделении статусом Новониколаевского района и муниципальных образований в его составе», хутор вошёл в состав образованного Дуплятского сельского поселения.

## География
Расположен в северо-западной части региона, в степной зоне, в пределах Хопёрско-Бузулукской равнины.
Уличная сеть состоит из шести географических объектов: Дачная ул., Железнодорожная ул., Зелёная ул., Лесная ул., Луговой пер., Садовая ул.
Абсолютная высота — 126 метров над уровнем моря.

## Население
| 2010 |
| ---- |
| 148  |

Гендерный состав
По данным Всероссийской переписи населения 2010 года в гендерной структуре населения из 148 человек мужчин — 69, женщин — 79 (46,6 и 53,4 % соответственно).
Национальный состав
Согласно результатам переписи 2002 года, в национальной структуре населения
русские составляли 94 % из общей численности населения в 158 чел..

## Инфраструктура
Развитое сельское хозяйство. Личное подсобное хозяйство.
В пешей доступности — железнодорожный вокзал, станция Косарка.

## Транспорт
Железная и автомобильная дорога.